# Weland
Weland (m. 863) fou un important cabdill viking, provinent de la zona de l'actual Dinamarca, qui va liderar una expedició al sud de les Illes Britàniques on, probablement, va protagonitzar l'atac i saqueig de la vila de Winchester l'any 860 dC. També es creu que planejava devastar el regne franc.
Tanmateix, segons els Annals Bertiniani, va ser contractat pel rei dels francs, en Carles el Calb, l'any 860, qui li va oferir 3000 lliures de plata a canvi de fer fora un altre grup de vikings danesos que s'havien assentat a l'illa d'Oissel (Oscellus), al riu Sena, entre el 856 i el 857. Possiblement aquest era l'exèrcit del cabdill Bjørn o una part del mateix.
El rei Carles havia intentat expulsar aquesta colònia vikinga en una ocasió però sense èxit. Després de recaptar impostos, la suma total oferta va ser de 5000 lliures, més una aportació de bestiar i de subministraments per dotar als mercenaris de recursos per a un setge en tota regla. El cabdill Weland va acceptar el tracte i va complir la seva paraula però en el segon setge es va prendre el seu temps i van demanar més incentius i queviures, per acabar rebent, finalment, la suma total de 6000 lliures en or i plata. A principis del 862, els vikings foren expulsats d'Oissel.
Després de complir amb la seva part del tracte i expulsar al grup rival, Weland va passar al servei del rei Carles i va ser batejat, juntament amb la seva família. Tanmateix, el seu nou rang i la seva reputació varen durar poc atès que aviat va ser acusat pels seus de beneficiar als francs en perjudici dels seus homes. En aquest període, fou reptat a un duel, tipus holmgang, per un dels seus homes que Weland acceptà i que li va ocasionar la mort en presència del monarca franc.